# Gymnodochium fimicola
Gymnodochium fimicola är en svampart som beskrevs av Massee & E.S. Salmon 1902. Gymnodochium fimicola ingår i släktet Gymnodochium, divisionen sporsäcksvampar och riket svampar.   Inga underarter finns listade i Catalogue of Life.